# سراب پنبه
سراب پنبه روستایی است از توابع بخش مرکزی شهرستان بروجرد در استان لرستان.
سراب پنبه در منطقه‌ای کوهستانی و در ارتفاع تقریبی دو هزار متری از سطح دریا قرار گرفته و مردمانش بیشتر دامپروری و کشاورزی دیم دارند. نام روستا به خاطر سرچشمه‌ای دائمی است که آب آن با فشار بیرون می‌آید و به همین دلیل تبدیل به کف و سفید رنگ می‌شود.

## جمعیت
این روستا در دهستان همت‌آباد در بخش مرکزی این شهرستان قرار دارد و بنابر سرشماری مرکز آمار ایران، جمعیت سراب پنبه در سال ۱۳۸۵ برابر با ۳۵ نفر بوده‌است که از این میان ۲۰ نفر مرد و بقیه زن بوده‌اند. این روستا ۸ خانوار دارد.